# Енканто
„Енканто“ (на английски: Encanto) е американски анимационен музикален фентъзи филм от 2021 г., продуциран от „Уолт Дисни Анимейшън Студиос“ и издаден от „Уолт Дисни Пикчърс“. Това е 60-ият пълнометражен анимационен филм на „Дисни“. Филмът е режисиран от Джаред Буш и Байрън Хауърд съвместно с Чариз Кастро Смит (режисьорския ѝ дебют за пълнометражен филм) и продуциран от Ивет Мерино и Кларк Спенсър, оригинални песни, написани от Лин-Мануел Миранда и оригинална оркестрова музика, композирана от Джърмейн Франко. Сценарият е написан от Кастро Смит и Буш, като замислят историята с Хауърд, Миранда, Джейсън Хенд и Нанси Крус. Филмът е озвучен с гласовете на Стефани Беатрис, Мария Сесилия Ботеро, Джон Легуизамо, Мауро Кастийо, Джесика Дароу, Анджи Сепеда, Каролина Гайтан, Даян Гереро и Уилмър Валдерама, с допълнителните гласове на Рензи Фелиз, Рави Кабо-Кониърс, Адаса и Малума. „Енканто“ разказва за няколко поколения от колумбийското семейство Мадригал, водено от матриарх, чиито деца и внуци – с изключение на Мирабел Мадригал, получават магически дарове, които използват, за да помагат на хората в тяхната селска общност, наречена Енканто. Когато Мирабел научава, че семейството губи магията си, тя се заема да разбере защо и да спаси семейството и къщата.
Премиерата на „Енканто“ е на 3 ноември 2021 г. в театър „Ел Капитан“, Холивуд; пуснат е в кината в Съединените щати на 24 ноември и се излъчва в продължение на 30 дни във формати RealD 3D, Dolby Cinema, 2D и D-BOX. Въпреки че не се представя добре в боксофиса, събира 256,8 милиона щатски долара в световен мащаб срещу бюджет от 120 – 150 милиона щатски долара. Филмът постига по-широк комерсиален успех след пускането си в „Дисни+“ на 24 декември 2021 г. „Енканто“ получава признание за своите история, музика, анимация, гласово озвучаване, емоционална дълбочина и културна вярност; ревютата посочват магическия реализъм и травмата между поколенията като основни концепции на филма. Публикациите описват филма като културен феномен. Номиниран е за три награди на 94-тата церемония по връчване на наградите на Академията, печелейки за най-добър пълнометражен анимационен филм и получава множество други отличия, включително наградата Златен глобус за най-добър анимационен филм и наградата на БАФТА за най-добър анимационен филм.
Саундтракът на филма също получава успех, достигайки номер едно в класациите „Билборд 200“ на САЩ и „Компилейшън Албумс“ на Великобритания. Песните We Don't Talk About Bruno и Surface Pressure са двете най-успешни песни, като първата оглавява както американската класация „Билборд Хот 100“, така и английската „Ю Кей Сингълс Чарт“ няколко седмици подред.

## Сюжет
Въоръжен конфликт принуждава младата двойка Педро и Алма Мадригал да напуснат родното си село в Колумбия с невръстните си тризнаци Хулиета, Пепа и Бруно. Педро е убит, но свещта, която Алма носи, става магическа, отблъсквайки нападателите, и създава Касита, разумна къща, разположена в Енканто, магическо селце, граничещо с високи планини.
50 години по-късно селото процъфтява под закрилата на свещта, която дава „дарове“ на всеки потомък на Мадригал, когато навърши 5-годишна възраст, които те използват, за да служат на селяните. Бруно, който е хулен и изкупителна жертва заради дарбата си – ясновидство, изчезва преди 10 години. Най-малката дъщеря на Хулиета, 15-годишната Мирабел, необяснимо не получава дар.
В чест на най-малкия син на Пепа, Антонио, който е надарен със способността да общува с животни, семейството позира за снимка, показваща своите сили, но неволно изключват Мирабел, която внезапно вижда как Касита се пука и пламъкът на свещта трепти, но Касита временно се възстановява, когато Мирабел предупреждава семейството си. След като чува Алма да се моли, Мирабел решава да възстанови магията на Касита. На следващия ден 19-годишната сестра на Мирабел, Луиса, която притежава свръхчовешка сила, признава, че се чувства съкрушена от постоянните си задължения, преди да предположи, че стаята на Бруно, разположена в забранена кула в Касита, може да крие тайната защо магията отслабва.
Мирабел открива пещера в стаята на Бруно и едва се измъква с парчетата от непрозрачна изумрудена плочка в ръка. Навън Луиса открива, че дарбата ѝ отслабва. Подозрителната Алма предупреждава Мирабел да не разследва повече. Мирабел сглобява отново плочката и вижда как Касита се пропуква зад нея. Точно тогава бащата на Мирабел, Агустин, я хваща и я предупреждава да пази откритието в тайна, но и двамата са чути от дъщерята на Пепа, Долорес, която притежава свръхестествен слух.
По-късно същата вечер 21-годишната сестра на Мирабел, Исабела, която може да отглежда растения и цветя по желание, е планирана да бъде сгодена за съседа на семейство Мадригал Мариано Гусман. На фона на предложението на Мариано, неудобна вечеря и Долорес, която индиректно казва на всички за откритието на Мирабел, Касита отново започва да се пропуква и всички губят контрол над своите дарби. Плочката се сглобява отново и всички я виждат. Пепа, която може да контролира времето, случайно създава голям буреносен облак, принуждавайки всички да започнат да се евакуират. Исабела яростно увещава Мирабел, докато тя си тръгва, а Алма уверява жителите на селото, че къщата и семейството са невредими.
Сред хаоса Мирабел следва няколко плъха, носещи парчетата от плочката до таен проход зад портрет, където намира Бруно. Бруно разкрива, че никога не е напускал Касита и неговите видения се редуват между спасяването на Мирабел и унищожаването ѝ, което го кара да вярва, че тя е ключът към съдбата на магията на Касита. Без да иска Мирабел да бъде наранена, той унищожава плочката на видението изчезва. По настояване на Мирабел, Бруно неохотно извиква друго видение, което изобразява Мирабел и Исабела, които имат обтегнати отношения, прегръщайки се и укрепвайки свещта.
Мирабел неохотно се извинява на Исабела, която признава, че не иска да се омъжи за Мариано и е обременена от образа си на съвършенство. След като случайно създава кактус и го намира за красив въпреки асиметрията си, Исабела осъзнава, че не е необходимо да бъде перфектна. Мирабел помага на Исабела да използва силите си по-свободно и те се прегръщат. Алма обаче пристига и яростно приписва вината на Мирабел, че е причинила нещастията на семейството от негодувание, че няма дар. Най-накрая – омръзнало ѝ от враждебността на баба си, Мирабел твърди, че Алма е причината за избледняването на даровете. В последвалия спор близката планина се разцепва и разрушава Касита, докато свещта угасва, оставяйки семейство Мадригал безсилни. Съкрушена, Мирабел бяга.
Няколко часа по-късно Алма намира Мирабел разплакана да седи до реката, където е убит Педро. Алма осъзнава, че нейната мания да запази магията я е накарала да забрави как нейните очаквания и натиск вредят на семейството. Тя се разкайва, помирява се с Мирабел и се събира отново с Бруно. Тримата се връщат в селото и събират другите членове на семейството, за да възстановят Касита, като жителите на селото се присъединяват. Мирабел монтира нова дръжка на главната врата, възстановявайки даровете на семейството и съживявайки Касита. След това тя и Бруно се присъединяват към семейството за още една снимка и Мирабел най-накрая усеща собствената си стойност и любовта на семейството си.

## Актьорски състав
- Стефани Беатрис като Мирабел Мадригал, 15-годишно момиче, което е главната героиня.[7][8] Тя, за разлика от семейството си, няма специална дарба. Режисьорът и съсценарист Джаред Буш я описва като „несъвършена и странна, но също така дълбоко емоционална и невероятно съпричастна“.[9]
  - Ноеми Хосефина Флорес озвучава 5-годишната Мирабел.[8]
- Мария Сесилия Ботеро като Алма Мадригал, 75-годишната баба на Мирабел и глава на семейството.[10] Във филма цялото ѝ име не е посочено, като е наричана просто „Абуеля“, което означава баба на испански език.[8] Ботеро озвучава ролята и в испанския дублаж на филма.[11][12]
  - Олга Мередис озвучава Алма в песните.[13] Жанет Уолдман озвучава ролята в песните на испанския дублаж.
- Джон Легуизамо като Бруно Мадригал, 50-годишния прокуден вуйчо на Мирабел, който има способността да вижда и да създава видения за бъдещето.[14] Бруно има и други две личности – Ернандо и Хорхе.
- Мауро Кастийо като Феликс Мадригал, чичото на Мирабел и съпруг на Пепа. Буш заявява, че Феликс е „там, за да си прекара добре“.[15] Кастийо озвучава ролята и в испанския дублаж на филма.[11][12]
- Джесика Дароу като Луиса Мадригал, 19-годишната сестра на Мирабел, която има свръхчовешка сила и е най-високата в семейството.[16] Съсценаристката и режисьор Чарийз Кастро Смит описва Луиса като човек, който „носи цялото бреме и никога не се оплаква“.[17]
- Анджи Сепеда като Хулиета Мадригал, 50-годишната майка на Мирабел и съпруга на Агустин, която може да лекува хора с готвенето си.[18] Сепеда озвучава героинята и в испанския, и в италианския дублаж на филма.[11][12]
- Каролина Гайтан като Пепа Мадригал, 50-годишната леля на Мирабел и съпруга на Феликс, чието настроение контролира времето. Тя често предизвиква дъждове и бури поради силните си емоции.[19] Гайтан озвучава ролята и в испанския дублаж на филма.[11][12]
- Даян Гереро като Исабела Мадригал, 21-годишната сестра на Мирабел, която може да накара цветята да цъфтят навсякъде.[16] Режисьорът Байрън Хауърд я описва като „перфектна“ и „успешна“.[20]
- Уилмър Валдерама като Агустин Мадригал, бащата на Мирабел и съпруг на Хулиета, когото Буш описва като „податлив на злополуки“.[21]
- Рензи Фелиз като Камило Мадригал, 15-годишния син на Пепа и Феликс,[7] брат на Долорес и Антонио и братовчед на Мирабел, който може да променя формата си. Кастро Смит заявява, че Камило „още не е осъзнал кой е“.[22]
- Рави Кабо-Кониърс като Антонио Мадригал, 5-годишния син на Пепа и Феликс, брат на Долорес и Камило и братовчед на Мирабел, който придобива способността да говори с животните. Той гледа на Мирабел като на по-голяма сестра.[23]
- Адаса като Долорес Мадригал, 21-годишната дъщеря на Пепа и Феликс, сестра на Камило и Антонио и братовчедка на Мирабел, която има свръхчовешки слух.[24]
- Малума като Мариано Гусман, годеника на Исабела.[25][26] Малума озвучава героя и в испанския дублаж на филма.[11]

Освен това Роус Портильо озвучава Сеньора Гусман, майката на Мариано и съседка на семейство Мадригал. Алиса Бела Кандиани, Ноеми Хосефина Флорес, Пейсли Ерера, Бруклин Скайлър Родригес и Есра Рудолф озвучават селските деца. Хуан Кастано озвучава Освалдо, разносвача, яздещ магаре. Сара-Никол Роблес озвучава Сеньора Осма, жителка на селото, която веднъж моли Луиса да пренасочи реката. Ектор Елиас озвучава Артуро, възрастен жител на селото, който казва на Алма, че съселяните им се тревожат за отслабващата магия. Алън Тюдик озвучава вокално Пико, тукан, който Буш описва като „невеж“. Аниматорът Хорхе Е. Руис Кано озвучава Маестрото с китарата, който е невидим и може да бъде чут да пита за китарата си.

## Продукция

### Развитие
По време на рекламно турне за Смелата Ваяна през ноември 2016 г. Лин-Мануел Миранда разкрива, че започва разработка по анимационен проект, който Джон Ласитър, тогавашен главен творчески директор на „Дисни Анимейшън“, представя на него и Байрън Хауърд. Хауърд и Буш впоследствие разкриват, че след като завършват Зоотрополис (2016), искат следващият им проект да бъде мюзикъл — който се превръща в латиноамерикански мюзикъл, след като Миранда се присъединява към екипа. Хауърд и Буш вече са работили по филми за приятелството, „където двама герои излизат в света и научават един за друг“ и искат да опитат нещо „напълно различно“. Тримата обсъждат опита си и решават да направят музикален филм за голямо семейство с дузина главни герои.
По време на петте години, необходими за разработването на филма, трудността, пред която се изправят Хауърд и Буш, е темата на перспективата, „за това как виждате другите хора в семейството си и как вие виждате себе си“. Те започват с брейнсторминг на идеи върху бяла дъска. В началото те правят „три важни открития“ за семействата, които стават основата на историята на филма: „първо – повечето от нас не се чувстват истински забелязани от семействата си, второ – повечето от нас носят тежести, които никога не искаме семействата ни да виждат, и трето – повечето от нас забравят, че почти всички ние, особено в собствените ни семейства, се чувстваме по абсолютно същия начин“. На свой ред Миранда е този, който предполага, че „жизненият, широк спектър“ от латиноамериканската музика може „най-добре да улови“ сложността на семейните отношения.
В началото на разработката продуцентският екип разговаря с много терапевти и психолози. Всички са запитани кой би бил третиран най-добре от родителите в четиричленно семейство; всеки отговор се различава. Буш стига до извода, че „става дума за това как се възприемаш в семейството“. Екипът също се консултира с членове от семействата на служители в „Дисни Анимейшън“.
Хауърд и Буш започват да обсъждат надълго и нашироко латиноамериканската култура с Хуан Рендон и Натали Осма, които преди това работят с тях по създаването на документален филм. Рендон и Осма случайно са от Колумбия и многократно се позовават на личния си опит с колумбийската култура в своите дискусии, което кара Хауърд, Буш и Миранда да съсредоточат изследванията си върху тази държава. Рендон и Осма станават първите двама от няколко културни експерти, наети от „Дисни Анимейшън“ като консултанти във филма, които заедно формират това, което „Дисни“ нарича „колумбийски културен тръст“.
През 2018 г. Рендон и Осма придружават Хауърд, Буш и Миранда на изследователско пътуване до Колумбия. По време на двете си седмици в страната те се срещат с архитекти, готвачи и занаятчии, за да се потопят в културата на страната. Те също посещават фондацията на Габриел Гарсия Маркес и големи градове като Богота и Картахена, но намират вдъхновение в малки градове като Саленто и Баричара. Буш забелязва, че „всеки град, който посетихме, притежаваше своя специфична особеност“, поради това как планинският терен на страната ги разделя и изолира.
Според изданието на фен клуба на „Дисни“, тази изолация се превръща в ключът към поставянето на дома на Мадригал в „отдалечено „енканто“ – тоест място, което е „омагьосано“ или духовно благословено, област, където магията и реалността се сливат“. Както обяснява колумбийският туристически гид Алехандра Еспиноса Урибе, колумбийците са заобиколени от „свещени земи, които се чувстват магически, и ние съжителстваме с тях, без да поставяме под въпрос тяхното съществуване“.
В Баричара екипът се сприятелява с Еспиноса, която ги развежда из града, и по-късно я наема да консултира историческата и културната автентичност на филма. Алехандра Еспиноса е вдъхновение за няколко аспекта на главната героиня на филма Мирабел, включително нейната къдрава черна коса, големи очила и жестове. Дизайнът на полата на Мирабел е вдъхновен от традиционните поли, изтъкани в района на Велес.
Окончателната версия на филма е умишлено неясна по отношение на времевата рамка, в която се развива, но черпи вдъхновение от Колумбия от началото на 20-ти век. След изследване на 50-те години на миналия век, режисьорите решават да преместят облика на филма към началото на 1900 г. и да използват „фолклорна колумбийска естетика“. В началото на 20-ти век страната претърпява Хилядодневната война, в резултат на която населението на цели села бяга, за да се спаси, както е показано във филма.

### Сценарий
Тъй като филмът непрекъснато става все по-сложен, с цяло семейство за развитие, множество песни и богата културна среда с дълбока традиция на магически реализъм, Хауърд и Буш осъзнават, че имат нужда от втори сценарист, който да им помогне в написването на сценария. Те избрат Чариз Кастро Смит заради нейния силен опит в магическия реализъм и опит в справянето със „семейната динамика в реалния свят“. Буш я описва като „божи дар“, тъй като тя осигурява „основа на сърце, уязвимост и автентичност“. Кастро Смит се опитва да създаде различен, несъвършен и напълно човешки образ в Мирабел, която говори за живота на много латиноамериканци, като същевременно може да се свърже със зрителите по целия свят.
От работата по Смелата Ваяна Миранда знае, че главната героиня на филма, Ваяна, първоначално е имала осем братя, преди да бъдат премахнати, за да рационализират сюжета на филма. Както Миранда очаква от това преживяване, „Дисни Анимейшън“ първоначално се съпротивлява да продължи напред с дузина главни герои за Енканто. Миранда нарочно пише началната песен, Фамилия Мадригал, за да докаже на студиото, че е възможно да се представи ефективно такова голямо семейство и неговата вътрешна динамика на публиката. Поради 90-минутното времетраене на филма, създателите на филма се борят да накарат семейството да се почувства истинско, пълноценно и човешко, за да се придадат арки.
Екипът работи усилено, за да разработи Енканто върху незабавно разпознаваеми семейни архетипи. Екипът се фокусира върху това да преодолее архетипите и да покаже, че членовете на семейството са по-сложни от наложените им „маски“. Всеки член на семейство Мадригал е вдъхновен от общ семеен архетип, ако той е преувеличен и направен магически; например Исабела и Луиса са базирани съответно на златното дете и скалата. Буш обяснява, че този метод не позволява на всеки дар да се чувства произволен, вместо да бъде предписан от емоции и личност. 
Подобно на повечето анимационни филми на „Дисни“, Енканто преминава през „много различни версии“ в своето развитие, тъй като различни идеи за история са изследвани и отхвърлени. Идеите, изхвърлени по пътя, включват: млада съвременна жена е пренесена от магическа дръжка на врата в друг свят;  Агустин е семейният патриарх, който открива енканто и лично построява Касита там; действието на филма изрично е упоменато, че се развива през 50-те години на миналия век и включва космополитна и модерна мода, както и моторни превозни средства и пътуване до големия град, откъдето първоначално е Алма; Касита е продължение само на личността на Алма, а не на цялото семейство; филмът щеше да проследи историята на множество поколения и Касита в продължение на 100 години; Мирабел отчаяно се опитва да намери магическата си дарба, вместо просто да изразява разочарование, че не ѝ е дадена; цветовете в света на Мирабел, гледани от нейната гледна точка, биха отразявали емоционалното ѝ състояние, докато разказва първите две действия, и след това са се променили към по-реалистични цветове, когато филмът се измества към гледната точка на Алма в третото действие стаята на Луиса щеше да е направена от камък и да изглежда „скучна“, за да отразява чувството ѝ за отговорност, но щеше да скрие „таен изход“ към скрита стая, подобна на „тематичен парк“, където тя се забавлява; и Исабела в един момент има ухажор на име Бубо, който идва от големия град. 
След пускането на филма, Буш разкрива чрез Туитър още няколко идеи, които са обсъдени и оставени настрана: Алма ражда тризнаците в реката, в момента на смъртта на Педро. Взаимната враждебност между Исабела и Мирабел кулминира в юмручен бой; и Мирабел празнува своята петнадесетгодишнина. Според Хауърд, докато сюжетът се развива в продължение на няколко години, „ядрото на целия филм“ винаги е била връзката между Мирабел и Алма.

### Кастинг
„Дисни“ избира няколко актьори с колумбийски произход, включително Стефани Беатрис, чийто баща е колумбиец; Джон Легуизамо, който е роден в Богота; и Уилмър Валдерама, който прекарва детството си в Колумбия, откъдето е майка му.
Въпреки че не съществуват очевидни роли, които той би могъл да озвучи, поради колумбийската националност на семейство Мадригал и липсата на животни-помощници на Мирабел, Алън Тюдик озвучава епизодичната роля на тукана Пико. Когато за първи път влиза в звукозаписното студио, Тюдик информира екипа, че вокалите за Пико всъщност не са на тукани, а вместо това са папагали. Той прекарва много часове в правене на имитации на различни тукани.

### Дизайн
Енканто е „най-трудният филм“ до момента за ръководителите на анимацията Ренато дос Анхос и Кира Лехтомаки, тъй като са помолени да развият дузина герои, за разлика от други анимационни филми, които включват предимно двама или трима герои от голям актьорски състав. Следователно, персонажите изискват степен на сложност, която „Дисни Анимейшън“ не е постигала преди това. Журналистката Една Лиляна Валенсия Мурийо е наета за консултант и допринася значително за дизайна на Феликс, Долорес и Антонио и техния афро-карибски облик. Според Хауърд афро-латиноамериканските прически на някои герои са от съществено значение. Ветераните на „Дисни“ Иън Гудинг и Лорелай Бове са наети като дизайнери на продукцията. Лорелай и нейната сестра, ръководителят на дизайна на костюми Нейса Бове, се надяват да представят добре различните общности във филма. Нейса иска колумбийски консултанти, които включват антрополог и ботаник.
Вместо тъкани, подобни на неопрен, които често се изобразяват във филмите, костюмите на героите са свободни. Дрехите трябва да изглеждат така, сякаш са колумбийски. Дизайнерите наблягат на бродерия, текстура и движение; всеки костюм – с изключение на този на Исабела – е асиметричен, с усещане за ръчна изработка. В Енканто личностите и семейните връзки са представени чрез цвят. Например част от семейството на Пепа и Феликс носят топли тонове на оранжево, жълто и червено – почит към неговия карибски произход.
За разлика от тях, Хулиета и Агустин носят студени тонове на синьо, лилаво и зелено. Алма „седи в средата“, с по-тъмни нюанси, като лилаво, черно и кафяво. Всеки член от семейство Мадригал има символ върху облеклото си, който обозначава дара, като щанги на полата на Луиса и слънчевите обеци на Пепа. Поради липсата на дарба, Мирабел има символи на подаръците на другите членове на семейството, бродирани върху полата ѝ, в допълнение към лицето и името си.
Жителите на Енканто се обличат в неутрални тонове; по този начин основното семейство се отличава с ярките си цветове. Те трябва да бъдат отличителни, без да се открояват, за което художникът по визуално развитие Джин Ким казва, че понякога ги прави по-трудни за проектиране от главния актьорски състав. „Дисни“ използва прости силуети за дрехите на селяните, за да ги накара да изглеждат и да се чувстват подобни на типичните жители от района на колумбийското кафе.

### Анимация
Предизвикани от режисьорите, аниматорите правят Мирабел отличително различна от всички предишни героини на „Дисни“; тя трябва да бъде едновременно способна и несъвършена, но не непохватна. Касита е вдъхновена не само от традиционните колумбийски домове, но и от филми, в които къщите оживяват, особено Бийтълджус (1988).
Продуцентите разбират в своето изследване, че музиката, танците и ритъмът са основни елементи от ежедневието в Колумбия. В резултат на това Енканто е първият анимационен филм на „Дисни“, в който хореографите участват в процеса на разработка от началото до края, което означава, че те работят в тясно сътрудничество с продуцентския екип, за да разработят песни, герои и история.
Това е в контраст с по-старите филми, където историята вече е на мястото си до момента, в който хореограф е нает да консултира конкретни сцени. За Енканто „Дисни Анимейшън“ първоначално наема афроамериканския хореограф Джамал Симс, който настоява незабавно да наеме колумбийско-американския танцьор Кай Мартинес като референтен консултант по анимацията на филма. Те работят заедно с екип от танцьори, за да подготвят референтни хореографски кадри за всяка сцена и след това дават обратна връзка на аниматорите за сцените, докато са анимирани. Разработват различни танцови стилове за различни герои. Стилът на Луиса е регетон, докато стилът на Мирабел е салса от региона на Кали.
За подбор и анимиране на растенията и цветята, които Исабела предизвиква да растат, продуцентският екип се консултира с колумбийския ботаник Фелипе Сапата. Неговият съвет позволява да бъдат избрани подходящи растения и след това показани с точни подробности. Реката от Jacaranda mimosifolia и фикус удушвач и каскадата от росенки, които Исабела произвежда, се основават на този ход. Растенията във фоновия пейзаж също са реалистични. Те включват емблематичните, но сега уязвими восъчна палма и церкопия. Появяват се и икономически важни растения като кафето.
Над 800 души, 108 от които аниматори, участват в производството на Енканто. „Дисни Анимейшън“ планира да изпрати много от своите аниматори в Колумбия от 15 март 2020 г. в подготовка за прехода на филма от разработка към производство. Това второ изследователско пътуване е отменено след началото на пандемията от COVID-19. В крайна сметка аниматорите на студиото трябва да работят от разстояние с Колумбийския културен тръст; например Еспиноса Урибе прави на аниматорите виртуална обиколка на Колумбия с помощта на мобилния си телефон. Даян Гереро изпраща на дизайнерите на студиото снимки на колумбийска храна, направени от нейни роднини в Колумбия.
На 22 юни 2020 г. Миранда потвърждава в американското сутрешно предаване Добро утро, Америка, че той и Буш работят по анимационен филм на „Дисни“ в Колумбия, режисиран от Буш и Байрън Хауърд, по сценарий на Буш и Чариз Кастро Смит.
На 18 юни 2020 г. е разкрито, че условното заглавие е Енканто. Потвърдено е също, че главният герой е момиче, част от магическо семейство. Според Буш разработката на сценария на филма приключва през август 2021 г., а продукцията по филма – месец по-късно. Поради пандемията от коронавирус, много членове на екипа работят заедно от разстояние повече от година, като не се провеждат лични срещи, докато „Дисни“ организира социално дистанцирана прожекция на открито на окончателната версия на филма.

### Кинематография
Енканто е първият анимационен филм на „Дисни“ след Рапунцел и разбойникът (2010), който използва т. нар. висока филмова рамка, за да се „доближи зрителят до героите“. Това оформление е допълнено от романтично осветление. Според Хауърд романтичен (което означава извисен дух) е ключовата дума във филма по отношение на подхода към кинематографията и осветлението. Последният също е вдъхновен от магическия реализъм, поради силното влияние на жанра върху сценария и героите.
Режисьорите се стремят да използват оптиката на филма, за да изобразят силни емоции. Алесандро Джакомини и Даниел Райс – съответно оператор и осветител – заявяват, че тази употреба „би засилила, преувеличила и изкривила възприятието, което е много в съответствие с гледната точка на Мирабел като разказвач“. Нейните чувства, че е изоставена, също са показани с помощта на емоционално осветление. Режисьорите често напомнят на екипа за емоционалния подтекст на всяка сцена, както и за тънкостите на отделните части. Този подтекст е приложен от Нейтън Уорнър, Джакомини и Райс в сложни сцени, като например песента Surface Pressure („Преса“).

## Саундтрак
През юни 2020 г. Миранда публично разкрива, че е започнал да пише музиката за филма, която ще включва осем оригинални песни както на испански, така и на английски. След премиерата на филма той споделя, че е писал песните за филма от самото му начало на предварителната продукция. На 8 септември 2021 г. Джърмейн Франко, съкомпозитор на песните за филма Тайната на Коко (2017), започва да композира музиката към филма.
Саундтракът е издаден на 19 ноември 2021 г. Огромен търговски успех, подобно на филма, саундтракът достигна номер едно в Билборд 200, превръщайки се в първия саундтрак на „Дисни“ след този на Замръзналото кралство II (2019), оглавил класацията. Песента We Don't Talk About Bruno („Нито дума за Бруно“) чупи различни рекорди и се превръща в една от най-успешните песни на „Дисни“ за всички времена.

## Освобождаване

### Маркетинг
Първите кадри от филма са показани на 10 декември 2020 г. по време на Деня на инвеститора на „Дисни“. Първият трейлър е излъчен на 8 юли 2021 г., който получава одобрението на интернет потребителите поради външния вид на Луиса, особено мускулите ѝ. Официалният трейлър е показан на 29 септември 2021 г. За първия уикенд в боксофиса „Дисни“ похарчва 14 млн. щ.д. за телевизионни реклами, за да популяризира филма, генерирайки 1,26 милиарда импресии. Deadline Hollywood съобщава, че маркетингът не е успял да разграничи филма от други продукции на студиото, карайки публиката да вярва, че ще бъде подобен на Тайната на Коко. Интернет блогът /Film е критичен към мърчандайзинга на „Дисни“, който главно включва Мирабел и Исабела. Стоки на много членове от семейство Мадригал могат да бъдат закупени само като по-скъпи стоки от цялото семейство. Тъй като Исабела се смята за перфектната и красива сестра, уебсайтът заявява, че стоките затвърждават идеята, че красотата е най-ефективната маркетингова тактика за младите момичета.

### Кино
Световната премиера на Енканто е на 3 ноември 2021 г. в Театър „Ел Капитан“, Лос Анджелис. Премиерата на филма в Колумбия е в кино „Колон“, Богота, на 23 ноември 2021 г. Премиерата в Съединените щати е на 24 ноември 2021 г. В отговор на пандемията от COVID-19, Енканто получава ексклузивно 30-дневно излъчване в киносалоните, преди да бъде достъпен в „Дисни+“ на 24 декември 2021 г. Премиерата на филма в България е на 24 ноември 2021 г. На 16 февруари 2022 г. филмът е преиздаден в кината след успеха си на номинациите на „Дисни+“ и „Оскар“. Като част от 100-годишнината на „Дисни“, Енканто е преизлъчен в кината в Полша на 28 октомври 2023 г.

### Домашна употреба
Енканто е достъпен в стрийминг платформата „Дисни+“ от 24 декември 2021 г. Издаден е DVD, Blu-Ray и Ultra HD Blu-ray на 8 февруари 2022 г. от „Уолт Дисни Студиос Хоум Ентъртейнмънт“. Физическите издания на филма не са достъпни за територията на България, тъй като подразделението на студиото няма официален дистрибутор от 2013 г.
От пускането си в „Дисни+“, филмът постоянно оглавява седмичната класация на Нилсен Медия Рисърч, с последно засечени 1,224 милиарда гледани минути. Нилсен изчислява, че Енканто е най-гледаният филм за 2022 г., с приблизително 269 милиона пълни стиймвания. Това е два пъти повече от втория филм в списъка в края на годината Мей Червената панда.

## Прием

### Боксофис
Енканто печели 96,1 млн. щ.д. в Съединените щати и Канада и 160,4 млн. щ.д. от други територии, или общо 256,5 млн. щ.д. Енканто е сред най-печелившите анимационни филми за 2021 г., преди да бъде изпреварен от Ела, изпей! 2. Филмът постига комерсиален успех след качването си в стрийминг платформата „Дисни+“.
В Съединените щати и Канада филмът е пуснат заедно с Домът на Гучи и Заразно зло: Началото и първоначално се очаква да спечели 35 – 40 млн. щ.д. от 3980 киносалони през първия си уикенд. Печели 7,5 млн. щ.д. в деня на премиерата – 24 ноември, който съвпада с американския Ден на благодарността. От 3,7 милиона киномани, които са го гледали, 52% са латиноамериканци и испанци, 51% са семейства и 62% са жени. Въпреки че печалбите му за първите пет дни са по-ниски от тези на Добрият динозавър (2015) на Пиксар (55,4 млн. щ.д.), който се проваля в боксофиса през 2015 г., Енканто е с най-печелившият начален уикенд за анимационен филм по време на пандемията от коронавирус.

### Критичен отговор
Енканто получава похвала от критиците. Новинарският канал Си Ен Би Си съобщава, че рецензенти го смятат за един от най-добрите филми на „Уолт Дисни Анимейшън“. На уебсайта за събиране на рецензии Rotten Tomatoes 92% от 212 рецензии на критици са положителни, със среден рейтинг 7,5/10. Консенсусът на уебсайта гласи: „Обстановката и културната перспектива на Енканто са нови за „Дисни“, но крайният резултат е същият – очарователно, красиво анимационно забавление за цялото семейство“. Metacritic, който използва претеглена средна стойност, дава на филма резултат от 75 от 100 въз основа на 41 критици, а рецензиите са „като цяло благоприятни“.
Аплодирана е анимацията на филма. Критикът Моника Кастийо смята, че музикалните сцени и стаите на героите позволяват анимация, по-артистична и абстрактна от онази в предишните филми на „Дисни“. Питър Травърс от Добро утро, Америка смята визуалните ефекти на филма за „чудесни“. Дейвид Рууни от Холивуд Рипортър изтъква цветовете на филма и дизайна на костюмите, природните условия и Касита. Филмовият критик на Дейли Телеграф Роби Колин е особено изумен: „ Анимацията на Енканто е ослепителна по във всяко отношение, с технически ефекти и полети на творческата фантазия, които биха били невъобразими дори преди година, особено по време на музикалните сцени“. Също така критиците намират песните от филма за „запленяващи“.

## Награди и номинации
| Награда                              | Категория                  | Номиниран(и)                          | Резултат  |
| ------------------------------------ | -------------------------- | ------------------------------------- | --------- |
| Награди на филмовата академия на САЩ | Най-добър анимационен филм | Най-добър анимационен филм            | награда   |
| Награди на филмовата академия на САЩ | Най-добра музика           | Джърмейн Франко                       | номинация |
| Награди на филмовата академия на САЩ | Най-добра оригинална песен | Лин-Мануел Миранда (за Dos Oruguitas) | номинация |
| Награда на БАФТА                     | Най-добър анимационен филм | Най-добър анимационен филм            | награда   |
| Златен глобус                        | Най-добър анимационен филм | Най-добър анимационен филм            | награда   |
| Златен глобус                        | Най-добра музика           | Джърмейн Франко                       | номинация |
| Златен глобус                        | Най-добра оригинална песен | Лин-Мануел Миранда (за Dos Oruguitas) | номинация |

## В България
Кинопремиерата на филма в България е на 26 ноември 2021 г., дублиран на български език. Телевизионната премиера е на 3 май 2024 г. по Нова телевизия.
Синхронен дублаж
| Роля                               | Изпълнител |
| ---------------------------------- | --- |
| Мирабел                            | Весела Бонева |
| Абуела Алма                        | Анелия Шишкова |
| Чичо Бруно                         | Филип Аврамов |
| Феликс                             | Константин Икономов |
| Луиза                              | Прея Осасей |
| Хулиета                            | Лина Шишкова |
| Пепа                               | Надежда Панайотова |
| Изабела                            | Димитрина Германова |
| Агустин                            | Георги Стоянов |
| Камило                             | Никола Попов |
| Антонио                            | Максим Шишков |
| Долорес                            | Кръстина Кокорска |
| Мариано Гузман                     | Момчил Степанов |
| Сеньора Гузман, майката на Мариано | Василка Сугарева |
| Малката Мирабел                    | Ивайла Бояджиева |
| Освалдо Свирач на типле            | Петър Калчев |
| Сеньора Озма                       | Мариета Петрова |
| Възрастният Арутро                 | Георги Спасов |
| Градски деца                       | Венцислав Славчев Радина Стоянова Марина Табакова |
| Други гласове                      | Антоанета Георгиева Борис Илиев Димитър Тодоров Елина Илиева Ивелина Цонева Мария Николаева Михаил Недялков Неда Сергиева Стефан Койчинов Теодор Койчинов Теодора Тренкова Ясен Велчев |

| Песен                | Изпълнител                                                                                              |
| -------------------- | --- |
| Фамилия Мадригал     | Весела Бонева Анелия Шишкова                                                                            |
| В очакване на чудото | Весела Бонева                                                                                           |
| Преса                | Прея Осасей                                                                                             |
| Нито дума за Бруно   | Надежда Панайотова Константин Икономов Кръстина Кокорска Димитрина Германова Никола Попов Весела Бонева |
| Различен път         | Димитрина Германова Весела Бонева                                                                       |
| Заедно               | Весела Бонева Анелия Шишкова Филип Аврамов Кръстина Кокорска Димитрина Германова Прея Осасей            |

| Обработка                         | Александра Аудио                                       |
| --------------------------------- | ------------------------------------------------------ |
| Режисьор на дублажа               | Мариета Петрова                                        |
| Преводач                          | Милена Васкова                                         |
| Музикален режисьор Текстове песни | Десислава Софранова                                    |
| Тонрежисьори на записа            | Петър Костов Мартин Станев Пламен Чернев Полина Митева |
| Творчески директор                | Венета Янкова                                          |
| Микс студио                       | Shepperton International                               |
| Продуцент на българската версия   | Disney Character Voices International                  |